# Championnats du monde de triathlon 2016
Navigation
Édition précédente Édition suivante
Les championnats du monde de triathlon 2016 sont composés d'une série de neuf courses organisées par la Fédération internationale de triathlon (ITU) dont une grande finale qui se déroule cette année à Cozumel au Mexique. Cette série porte le nom de Séries mondiales de triathlon (World Triathlon Series - WTS). Ces épreuves comportent aussi bien des courses au format M (distance olympique), soit 1 500 m de natation, 40 km de cyclisme et 10 km de course à pied, qu'au format S (sprint), soit 750 m de natation, 20 km de cyclisme et 5 km de course à pied. Les titres de champion et championne du monde de triathlon sur courte distance, sont octroyés aux triathlètes totalisant le plus grand nombre de points au classement général. Les titres pour les U23 (espoir) et les juniors s'attribuent sur une seule course qui se déroule généralement lors des journées de la grande finale du circuit.

## Calendrier
| Étape  | Date               | Ville      | Pays           | Distance |
| ------ | ------------------ | ---------- | -------------- | -------- |
| 1      | 4-5 mars           | Abou Dabi  | Abou Dabi      | M        |
| 2      | 9-10 avril         | Gold Coast | Australie      | M        |
| 3      | 23-24 avril        | Le Cap     | Afrique du Sud | S        |
| 4      | 14-15 mai          | Yokohama   | Japon          | M        |
| 5      | 11-12 juin         | Leeds      | Royaume-Uni    | M        |
| 6      | 2-3 juillet        | Stockholm  | Suède          | M        |
| 7      | 16-17 juillet      | Hambourg   | Allemagne      | S        |
| 8      | 3-4 septembre      | Edmonton   | Canada         | S        |
| Finale | 11 au 18 septembre | Cozumel    | Mexique        | M        |

## Résultats

### Abou Dabi[1]
| Position           | Hommes         | Hommes         | Hommes          | Femmes          | Femmes      | Femmes          |
| Position           | Nom            | Pays           | Temps           | Nom             | Pays        | Temps           |
| ------------------ | -------------- | -------------- | --------------- | --------------- | ----------- | --------------- |
| Médaille d'or      | Mario Mola     | Espagne        | 1 h 46 min 39 s | Jodie Stimpson  | Royaume-Uni | 1 h 56 min 10 s |
| Médaille d'argent  | Richard Murray | Afrique du Sud | 1 h 46 min 54 s | Ashleigh Gentle | Australie   | 1 h 56 min 19 s |
| Médaille de bronze | João Silva     | Portugal       | 1 h 47 min 8 s  | Helen Jenkins   | Royaume-Uni | 1 h 56 min 26 s |

### Gold Coast[2]
| Position           | Hommes            | Hommes      | Hommes          | Femmes         | Femmes           | Femmes          |
| Position           | Nom               | Pays        | Temps           | Nom            | Pays             | Temps           |
| ------------------ | ----------------- | ----------- | --------------- | -------------- | ---------------- | --------------- |
| Médaille d'or      | Mario Mola        | Espagne     | 1 h 46 min 28 s | Helen Jenkins  | Royaume-Uni      | 1 h 56 min 3 s  |
| Médaille d'argent  | Fernando Alarza   | Espagne     | 1 h 46 min 55 s | Gwen Jorgensen | États-Unis       | 1 h 56 min 44 s |
| Médaille de bronze | Jonathan Brownlee | Royaume-Uni | 1 h 47 min 9 s  | Andrea Hewitt  | Nouvelle-Zélande | 1 h 56 min 45 s |

### Le Cap[3]
| Position           | Hommes            | Hommes      | Hommes          | Femmes         | Femmes      | Femmes          |
| Position           | Nom               | Pays        | Temps           | Nom            | Pays        | Temps           |
| ------------------ | ----------------- | ----------- | --------------- | -------------- | ----------- | --------------- |
| Médaille d'or      | Fernando Alarza   | Espagne     | 0 h 54 min 12 s | Non Stanford   | Royaume-Uni | 0 h 59 min 49 s |
| Médaille d'argent  | Jonathan Brownlee | Royaume-Uni | 0 h 54 min 17 s | Jodie Stimpson | Royaume-Uni | 0 h 59 min 56 s |
| Médaille de bronze | Dorian Coninx     | France      | 0 h 54 min 23 s | Flora Duffy    | Bermudes    | 0 h 59 min 59 s |

### Yokohama[4]
| Position           | Hommes               | Hommes  | Hommes          | Femmes          | Femmes     | Femmes          |
| Position           | Nom                  | Pays    | Temps           | Nom             | Pays       | Temps           |
| ------------------ | -------------------- | ------- | --------------- | --------------- | ---------- | --------------- |
| Médaille d'or      | Mario Mola           | Espagne | 1 h 46 min 27 s | Gwen Jorgensen  | États-Unis | 1 h 56 min 2 s  |
| Médaille d'argent  | Crisanto Grajales    | Mexique | 1 h 46 min 42 s | Ashleigh Gentle | Australie  | 1 h 57 min 20 s |
| Médaille de bronze | Kristian Blummenfelt | Norvège | 1 h 46 min 45 s | Ai Ueda         | Japon      | 1 h 57 min 25 s |

### Leeds[5]
| Position           | Hommes            | Hommes      | Hommes          | Femmes         | Femmes      | Femmes         |
| Position           | Nom               | Pays        | Temps           | Nom            | Pays        | Temps          |
| ------------------ | ----------------- | ----------- | --------------- | -------------- | ----------- | -------------- |
| Médaille d'or      | Alistair Brownlee | Royaume-Uni | 1 h 49 min 27 s | Gwen Jorgensen | États-Unis  | 2 h 0 min 33 s |
| Médaille d'argent  | Jonathan Brownlee | Royaume-Uni | 1 h 49 min 59 s | Flora Duffy    | Bermudes    | 2 h 1 min 24 s |
| Médaille de bronze | Aaron Royle       | Australie   | 1 h 50 min 33 s | Vicky Holland  | Royaume-Uni | 2 h 1 min 57 s |

### Stockholm[6]
| Position           | Hommes            | Hommes      | Hommes          | Femmes        | Femmes           | Femmes         |
| Position           | Nom               | Pays        | Temps           | Nom           | Pays             | Temps          |
| ------------------ | ----------------- | ----------- | --------------- | ------------- | ---------------- | -------------- |
| Médaille d'or      | Alistair Brownlee | Royaume-Uni | 1 h 50 min 33 s | Flora Duffy   | Bermudes         | 2 h 3 min 38 s |
| Médaille d'argent  | Jonathan Brownlee | Royaume-Uni | 1 h 50 min 43 s | Andrea Hewitt | Nouvelle-Zélande | 2 h 3 min 58 s |
| Médaille de bronze | Pierre Le Corre   | France      | 1 h 51 min 30 s | Helen Jenkins | Royaume-Uni      | 2 h 4 min 6 s  |

### Hambourg[7]
| Position           | Hommes            | Hommes    | Hommes      | Femmes         | Femmes     | Femmes      |
| Position           | Nom               | Pays      | Temps       | Nom            | Pays       | Temps       |
| ------------------ | ----------------- | --------- | ----------- | -------------- | ---------- | ----------- |
| Médaille d'or      | Mario Mola        | Espagne   | 52 min 19 s | Katie Zaferes  | États-Unis | 57 min 3 s  |
| Médaille d'argent  | Jacob Birtwhistle | Australie | 52 min 36 s | Rachel Klamer  | Pays-Bas   | 57 min 14 s |
| Médaille de bronze | Fernando Alarza   | Espagne   | 52 min 36 s | Gwen Jorgensen | États-Unis | 57 min 52 s |

### Edmonton[8]
| Position           | Hommes            | Hommes         | Hommes      | Femmes        | Femmes     | Femmes      |
| Position           | Nom               | Pays           | Temps       | Nom           | Pays       | Temps       |
| ------------------ | ----------------- | -------------- | ----------- | ------------- | ---------- | ----------- |
| Médaille d'or      | Jonathan Brownlee | Royaume-Uni    | 51 min 39 s | Summer Cook   | États-Unis | 56 min 49 s |
| Médaille d'argent  | Mario Mola        | Espagne        | 51 min 56 s | Sarah True    | États-Unis | 56 min 52 s |
| Médaille de bronze | Richard Murray    | Afrique du Sud | 52 min 1 s  | Katie Zaferes | États-Unis | 51 min 56 s |

### Finale: Cozumel[9]
| Position           | Hommes            | Hommes         | Hommes          | Femmes            | Femmes     | Femmes          |
| Position           | Nom               | Pays           | Temps           | Nom               | Pays       | Temps           |
| ------------------ | ----------------- | -------------- | --------------- | ----------------- | ---------- | --------------- |
| Médaille d'or      | Henri Schoeman    | Afrique du Sud | 1 h 46 min 50 s | Flora Duffy       | Bermudes   | 1 h 57 min 59 s |
| Médaille d'argent  | Jonathan Brownlee | Royaume-Uni    | 1 h 47 min 8 s  | Gwen Jorgensen    | États-Unis | 1 h 59 min 16 s |
| Médaille de bronze | Alistair Brownlee | Royaume-Uni    | 1 h 47 min 8 s  | Charlotte McShane | Australie  | 1 h 59 min 25 s |

## Classements généraux

### Championnat du monde élite
| Rang               | Nom               | Points |
| ------------------ | ----------------- | ------ |
| Médaille d'or      | Mario Mola        | 4819   |
| Médaille d'argent  | Jonathan Brownlee | 4815   |
| Médaille de bronze | Fernando Alarza   | 4087   |
| 4                  | Henri Schoeman    | 3160   |
| 5                  | Richard Murray    | 2975   |
| 6                  | Ryan Bailie       | 2893   |
| 7                  | Crisanto Grajales | 2822   |
| 8                  | Pierre Le Corre   | 2810   |
| 9                  | Adam Bowden       | 2700   |
| 10                 | Alistair Brownlee | 2679   |

| Rang               | Nom               | Points |
| ------------------ | ----------------- | ------ |
| Médaille d'or      | Flora Duffy       | 4691   |
| Médaille d'argent  | Gwen Jorgensen    | 4435   |
| Médaille de bronze | Ai Ueda           | 3616   |
| 4                  | Katie Zaferes     | 3437   |
| 5                  | Helen Jenkins     | 3410   |
| 6                  | Andrea Hewitt     | 3223   |
| 7                  | Jodie Stimpson    | 3145   |
| 8                  | Charlotte McShane | 3095   |
| 9                  | Sarah True        | 2855   |
| 10                 | Ashleigh Gentle   | 2825   |

### Championnats du monde U23 (Espoir)
| Rang | Nom             | Temps           |
| ---- | --------------- | --------------- |
| 1    | Jorik Van Egdom | 1 h 52 min 39 s |
| 2    | Manoel Messias  | 1 h 53 min 0 s  |
| 3    | Bence Bicsák    | 1 h 53 min 2 s  |
| 4    | Simon Viain     | 1 h 53 min 12 s |
| 5    | Tom Richard     | 1 h 53 min 13 s |
| 6    | Cesar Saracho   | 1 h 53 min 19 s |
| 7    | Léo Bergère     | 1 h 54 min 2 s  |
| 8    | István Király   | 1 h 54 min 42 s |

| Rang | Nom                  | Temps           |
| ---- | -------------------- | --------------- |
| 1    | Laura Lindemann      | 1 h 59 min 18 s |
| 2    | Léonie Périault      | 1 h 59 min 33 s |
| 3    | Sandra Dodet         | 2 h 0 min 5 s   |
| 4    | Georgia Taylor-Brown | 2 h 0 min 50 s  |
| 5    | Kaidi Kivioja        | 2 h 1 min 7 s   |
| 6    | Sophie Coldwell      | 2 h 1 min 36 s  |
| 7    | Julie Derron         | 2 h 1 min 48 s  |
| 8    | Melanie Santos       | 2 h 2 min 6 s   |

### Championnats du monde junior
| Rang | Nom            | Temps       |
| ---- | -------------- | ----------- |
| 1    | Austin Hindman | 54 min 2 s  |
| 2    | Charles Paquet | 54 min 12 s |
| 3    | Ben Dijkstra   | 54 min 20 s |

| Rang | Nom           | Temps       |
| ---- | ------------- | ----------- |
| 1    | Taylor Knibb  | 59 min 5 s  |
| 2    | Lisa Tertsch  | 59 min 41 s |
| 3    | Hye Rim Jeong | 59 min 50 s |